# Aleiodes brevicellula
Aleiodes (Tetrasphaeropyx) brevicellula – gatunek błonkówki z rodziny męczelkowatych.

## Taksonomia
Gatunek został opisany w roku 2006 przez Josepha C. Fortiera. Holotyp (samica) został odłowiony 27.08.1971 roku ok. 16 km na północ od miasta Van Horn w teksańskim Hrabstwie Culberson. Epitet gatunkowy pochodzi od łacińskich słów brevis (krótki) i cellula (mała komórka) i odnosi się do małej drugiej komórki brzeżnej przedniego skrzydła.

## Zasięg występowania
Znany jedynie z lokalizacji typowej w stanie Teksas w USA.

## Budowa ciała
Samica.
Długość ciała wynosi 4 mm, zaś rozpiętości przednich skrzydeł 3,1 mm. Przyoczka małe, odległość przyoczka bocznego od oka jest większa od jego średnicy. Pole malarne długie, jego długość jest równa blisko dwóm szerokościom podstawy żuwaczek i połowy średnicy oka. Wgłębienie gębowe małe, okrągłe o średnicy o 1/4 większej niż wysokość nadustka. Żeberko potyliczne kompletne na ciemieniu. Twarz skórzasta, z delikatnym, nieregularnym siatkowaniem, pokryta grubą, białą szczecinką. Czoło skórzaste, z kilkoma żeberkami biegnącymi od okolic podstawy czułków ku przyoczkom. Ciemię lśniące, skórzaste ze słabym, poprzecznym żeberkowaniem. Skronie skórzaste, świecące. Czułki składają się z 36 flagelomerów wszystkie o długości większej od ich szerokości. Przedplecze podzielone bocznie przez dziobate bruzdy, gęsto punktowane od strony grzbietowej i bruzdkowano-siatkowane od brzusznej. Tarcza śródplecza gęsto punktowana, skórzasta. Notaulix wyraźnie dołkowane z przodu i słabo dołkowane bądź gładkie z tyłu. Zatarczka gęsto punktowana, skórzasta. Mezopleuron w większości gęsto punktowany z wyjątkiem gładkiej centralnej części; bruzda przedbiodrowa wklęsła, gęsto punktowana. Pozatułów gęsto punktowany, stromo opadający w przedniej połowie, żeberko środkowe niewyraźne w tej stromo opadającej części. Pierwszy tergit metasomy grubo, gęsto punktowany, o szerokości u podstawy równym dwóm długościom w środkowej części, drugi i trzeci gęsto punktowane, czwarty punktowany nieco rzadziej, silnie wygrzbiecony, pokrywa wszystkie pozostałe tergity. Żeberko na pierwszych dwóch tergitach niekompletne, kończące się przed ich wierzchołkiem. Tylne biodra gęsto punktowane. Pazurki stóp małe, niezupełnie sięgające końca tarsomerów. W przednim skrzydle żyłka r długa, o długości 0,7żyłki krótkiej żyłki 3RSa i 0,3 3RSb i 1,4 żyłki m-cu, i 2,2 żyłki r-m, długość żyłki 1 cu-a ponad żyłką 1M o około 1,7 jej długości i około 0,2 1CUb. W tylnym skrzydle żyłka RS słabo zakrzywiona, żyłka 1r-m ma dłgość 0,7 żyłki 1M zaś ta ok. 0,5 M+CU, żyłka m+cu jest słabo zakrzywiona, ma ona długość 0,3-0,4 żyłki 1 r-m. Głowa pomarańczowa z wyjątkiem czarnych obszarów między przyoczkami i za żuwaczkami. Mezosoma w większości pomarańczowa; zatarczka (z wyjątkiem centralnej części), tylne 2/3 mezopleuronu, metapleuon i pozatułów – czarne. Tergity metasomy w większości czarne z wyjątkiem pomarańczowych przednich krawędzi oraz, w tergitach od drugiego do czwartego, boków. Czułki czarne. Nogi żółtopomarańczowe z wyjątkiem rozlegle czarnych stóp i ciemnobrązowych tylnych bioder. Użyłkowanie skrzydeł i pterostygma ciemnobrązowe.
Wygląd samca jest nieznany.

## Biologia i ekologia
Biologia i żywiciele nie są znani.